# Povodí Cidliny
Povodí Cidliny je povodí řeky 2. řádu a je součástí povodí Labe. Tvoří je oblast, ze které do řeky Cidliny přitéká voda buď přímo nebo prostřednictvím jejich přítoků. Jeho hranici tvoří rozvodí se sousedními povodími. Na západě je to povodí Mrliny, na jihu povodí Labe, na východě povodí Metuje a povodí menších přítoků Labe a na severu povodí Jizery. Nejvyšším bodem povodí je s nadmořskou výškou 683 m Tábor. Rozloha povodí je 1167 km².

## Správa povodí
Správou povodí se zabývá státní podnik Povodí Labe.

## Dílčí povodí
| povodí                   | rozloha km² | nejvyšší bod | nadm. výška m | odtékající řeka | průtok v ústí m³/s |
| ------------------------ | ----------- | ------------ | ------------- | --------------- | ------------------ |
| Povodí Bystřice          | 379,4       | Vidonice     | 495,0         | Bystřice        | 1,55               |
| Povodí Javorky           | 208,9       | Pecka        | 455,0         | Javorka         | 0,94               |
| Povodí Úlibického potoka | 63,8        | Brdo osada   | 446,0         | Úlibický potok  | 0,34               |